# Arctonotus lucidus
Arctonotus lucidus ist die einzige Schmetterlingsart der Gattung Arctonotus aus der Familie der Schwärmer (Sphingidae). Die Art wird auf Grund der Morphologie der Genitalien als nahe mit der Gattung Proserpinus verwandt betrachtet, grenzt sich von dieser jedoch deutlich dadurch ab. Es ist strittig, ob Proserpinus terlooii der Gattung zugerechnet werden soll.

## Merkmale

### Merkmale der Falter
Die bräunlich gefärbten Falter haben eine Vorderflügellänge von 18 bis 23 Millimeter. Ihre geringe Größe, der gedrungene Körperbau, die grünlich-grauen Vorderflügel und die rosafarbenen Hinterflügel unterscheiden die Art deutlich von den übrigen Schwärmern. Die Farbe der Vorderflügel variiert von ziemlich kräftig grün bis graugrün. Die Populationen sind in Abhängigkeit von ihrem Verbreitungsgebiet unterschiedlich gefärbt. So sind Falter aus Oregon und Washington dunkler als die aus Kalifornien.

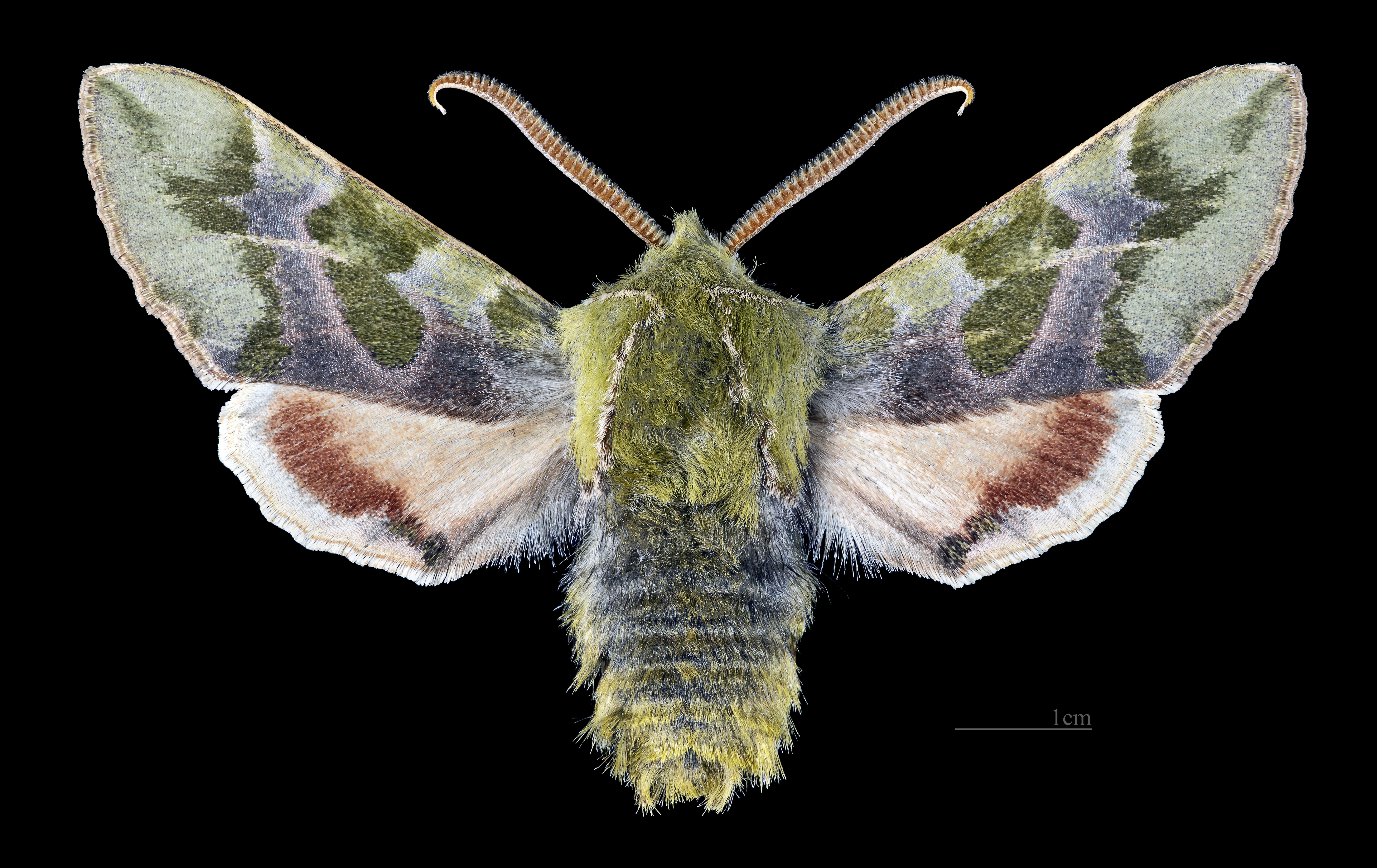
Proserpinus lucidus  ♂
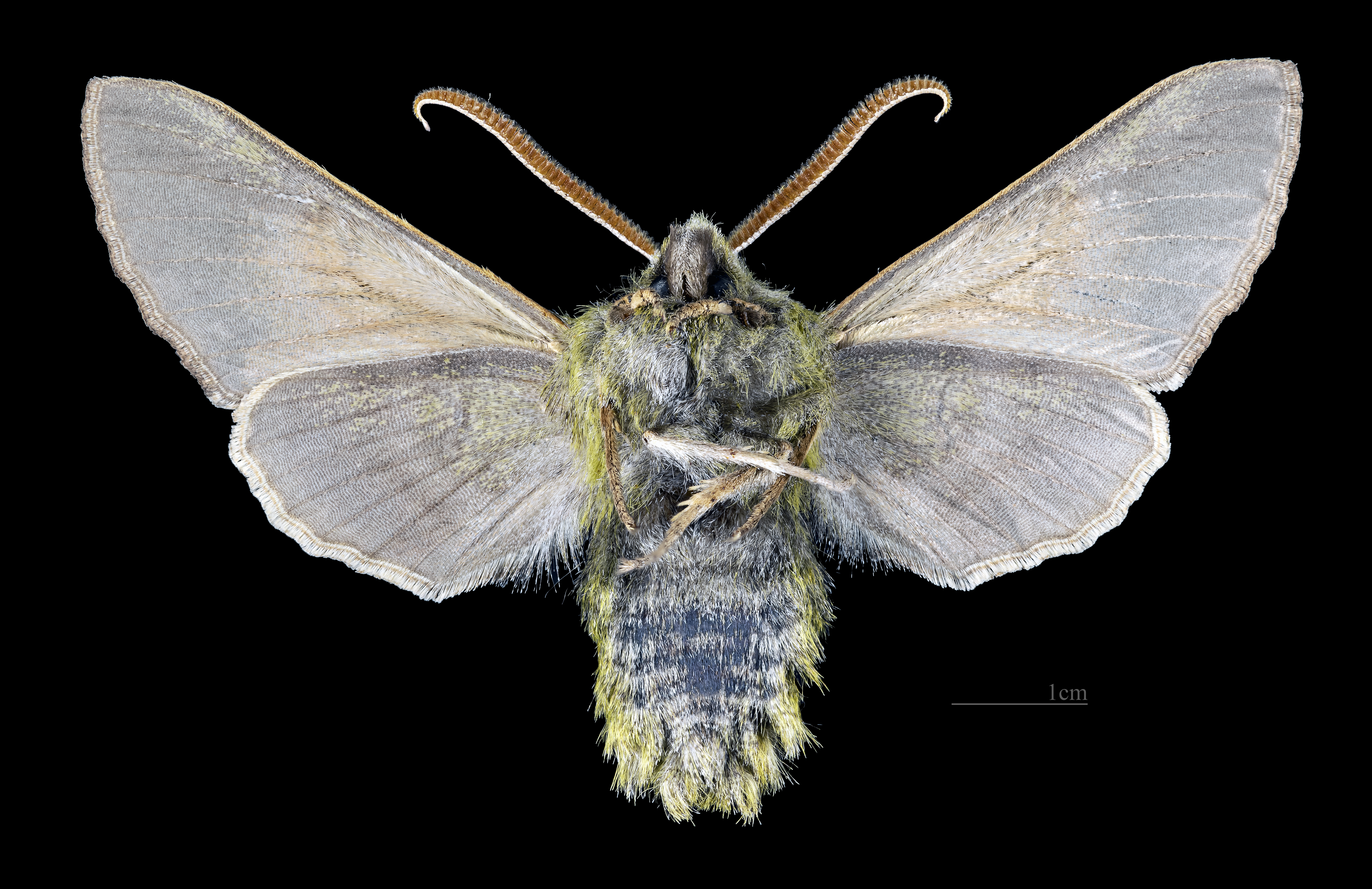
Proserpinus lucidus ♂  △

### Merkmale der Raupen
Ausgewachsene Raupen tragen eine ausgedehnte dunkle Zeichnung, die sie gut während der Fresspausen an der Basis ihrer Nahrungspflanzen tarnt. Sie haben eine weiße bis cremefarbene oder blassgrüne Grundfarbe. Die Ausdehnung der Zeichnung, die bereits im dritten Raupenstadium auftreten kann, ist ziemlich variabel. Das Analhorn wird mit zunehmender Entwicklung kleiner, bis es schließlich bei den ausgewachsenen Raupen nur noch als eine glatte, schwarze Erhöhung ausgebildet ist.

### Merkmale der Puppen
Die Puppe hat eine glatte Oberfläche und ist einfarbig walnussbraun gefärbt. Die Rüsselscheide ist vollständig verwachsen. Der Kremaster ist ziemlich schmal und endet in einer doppelten Spitze.

## Vorkommen
Die Art ist im Westen der Vereinigten Staaten, in weiten Teilen Kaliforniens, dem östlichen Oregon und Washington und dem Westen von Idaho beheimatet. Vermutlich tritt sie auch im Süden von British Columbia auf. Besiedelt werden besonders Schluchten mit gemischtem Chaparral und Grasland mit Eichenwäldern in niedrigen Lagen. Man findet sie in Seehöhen von 60 bis 1070 Meter.

## Lebensweise
Die Imagines fliegen in einer Generation im Winter, weswegen die Tiere selten gefangen werden und damit in Sammlungen auch selten sind. Auf Grund der starken Nord-Süd-Ausbreitung der Art und der unterschiedlichen Höhenlagen, die besiedelt werden, variieren die Flugzeiten stark. Im Süden Kaliforniens fliegt die Art besonders von Mitte Januar bis Anfang Februar, die meisten nördlicheren Funde datieren von Ende Februar bis Anfang März. Die Männchen werden häufig durch künstliche Lichtquellen angelockt, Weibchen eher selten. Entgegen der Meinung von Hodges (1971) können die Imagines mit ihrem sehr kurzen Saugrüssel wohl keinen Nektar aufnehmen und sind tagsüber inaktiv.
Die Tiere schlüpfen am späten Nachmittag und benötigen etwa zwei Stunden, um ihre Flügel zu entfalten und zu trocknen. Bereits kurz danach sind die Weibchen paarungsbereit und machen auf sich aufmerksam. Die Paarung findet bei Sonnenuntergang statt und dauert drei bis sechs Stunden. Findet ein Weibchen bis etwa 20:00 Uhr keinen Partner, stellt sie das Locken ein und setzt es erst bei Sonnenuntergang des nächsten Tages fort. Da sie keine Nahrung zu sich nehmen können, dient dies vermutlich dem Sparen ihrer Energie. Die Weibchen tragen im Vergleich zu allen anderen nordamerikanischen Schwärmern sehr viele Eier, im Durchschnitt 389.

### Nahrungspflanzen der Raupen
Die Raupen sind an Feenfächer-Clarkie  (Clarkia breweri) und Clarkia modesta aus der Familie der Nachtkerzengewächse (Onagraceae) nachgewiesen. Ein weiterer Fund einer wandernden Raupe in der Nähe von Clarkia purpurea, Camissonia bistorta und Camissonia strigulosa legt nahe, dass auch andere Nachtkerzengewächse gefressen werden.

## Entwicklung
Die Weibchen legen ihre Eier in der Zucht einzeln oder paarweise ab. Diese sind klein, kugelig und blassgrün. Kurz nach der Ablage verfärben sie sich gelblich. Wie die Eiablage in der Natur abläuft und wieso die Weibchen derart viele Eier ausbilden, ist bisher unbekannt. Die Raupen schlüpfen in der Zucht nach etwa drei Wochen, in der Natur kann dies aufgrund der teilweise niedrigen Temperaturen der Habitate wohl auch länger dauern. Die Raupen sind Einzelgänger und leben auf der Unterseite der Blätter ihrer Nahrungspflanzen. Die Verpuppung findet in einer stabilen Kammer unter Pflanzenteilen und ähnlichem knapp unter der Erdoberfläche statt. Die Mortalitätsrate der Tiere in diesem Stadium ist hoch.

## Belege